# سیارک ۲۴۹۹۷
سیارک ۲۴۹۹۷ (به انگلیسی: 24997 Petergabriel، نامگذاری:1998OO3) بیست و چهار هزار و نهصد و نود و هفتمین سیارک کشف شده‌است که در ۲۳ ژوئیه ۱۹۹۸ کشف شد.
قدر مطلق سیارک برابر ۹.۸ است.